# دبليو دبليو إي تو كي 22
دبليو دبليو إي تو كي 22 (بالإنجليزية: WWE 2K 22)‏ هي لعبة فيديو مصارعة طورتها فيجوال كونسبتس ونشرتها تو كاي سبورتس، صدرت في 11 مارس 2022 على أجهزة بلاي ستيشن 4، بلاي ستيشن 5، ويندوز، إكس بوكس ون وإكس بوكس سيريس إكس وسيريس إس.